# Fyre Festival
Il Fyre Festival fu un festival musicale che si sarebbe dovuto svolgere nell'isola bahamense di Great Exuma, per due settimane da aprile a maggio 2017.
Organizzato dall'imprenditore Billy McFarland, fondatore della Fyre Media, e dal rapper Ja Rule, per promuovere un'applicazione musicale dell'azienda di McFarland, l'evento era stato promosso come un festival all'insegna del lusso e della musica, ma fu caratterizzato da numerosi e gravi disservizi che portarono alla chiusura anticipata.

## Storia

### Premesse
Il festival fu organizzato da Billy McFarland e Jeffrey Atkins, rapper dal nome d'arte Ja Rule, per promuovere un'applicazione musicale. L'idea nacque durante un viaggio di lavoro dei due: l'aereo su cui viaggiavano si fermò sull'isola di Great Exuma per rifornirsi. Alla vista dell'isola, i due pensarono di poter ospitare un festival in quel luogo. L'imprenditore cominciò a sondare una possibile isola in grado di ospitare il festival, ma dovette constatare che tutte mancavano delle infrastrutture necessarie per poterlo ospitare. Alla fine il governo bahamense autorizzò l'organizzazione festival presso Roker Point, un sito su cui era previsto un progetto di sviluppo delle zone costiere sull'isola di Great Exuma. L'isola venne rinominata "Fyre Cay" sul materiale promozionale.
Per la sua promozione venne messa in piedi un'enorme campagna mediatica su Instagram, anche per il tramite di vari influencer, tra cui le modelle Kendall Jenner, Bella Hadid, Emily Ratajkowski, Hailey Baldwin e altre personalità del mondo dello spettacolo che, il 12 dicembre 2016, postarono simultaneamente la stessa pubblicità su Instagram che prometteva "due settimane di trasformazione, ai limiti dell'impossibile." Fu l'inizio della campagna promozionale del festival.
La campagna di investimenti, però, iniziò a rivelare alcune falle nel progetto. Alcuni potenziali investitori interessati al festival si ritirarono, quando si resero conto che l'unica figura di rilievo tra i sostenitori dell'iniziativa era Ja Rule. I fondi ricevuti non furono spesi in maniera ottimale. Un investitore, ad esempio, la dirigente di moda Carola Jain, riferì di aver prestato alla Fyre 4 milioni di dollari. Il denaro fu prevalentemente usato per affittare uffici di lusso alla compagnia nel quartiere newyorkese di Tribeca. Senza alcuna esperienza nell'organizzazione di un evento di così grande portata, McFarland cominciò a contattare aziende che avevano già gestito simili situazioni. Tuttavia l'imprenditore fu completamente preso alla sprovvista quando gli fu riferito che l'evento sarebbe costato almeno 5 milioni di dollari, forse anche 12 milioni, per riuscire a organizzare il tutto nel breve tempo a disposizione e così come lui come aveva promesso; McFarland e i suoi soci alla Fyre credevano che sarebbe costato molto meno e continuarono con i loro piani sotto questa ipotesi. L'idea, però, era così inconsistente che un dirigente della società commentò che quello era "un completo distacco dalla realtà". I dipendenti della Fyre tentarono di organizzare il tutto da soli, senza molti risultati; addirittura si disse che McFarland aveva appreso come affittare un palco facendo ricerche su Google.
Previsto per due settimane da aprile a maggio 2017, l'evento vendeva biglietti giornalieri per 1.500 dollari e "pacchetti VIP", che includevano biglietti aereo e lussuose sistemazioni in tenda per 12.000 dollari. Ai clienti erano state promesse sistemazioni in "cupole geodetiche moderne ed ecocompatibili" e pasti preparati da chef stellati. Veniva anche promesso di poter abitare in ville di lusso sistemate sulla costa.
La line-up finale annunciata, comprendeva 33 artisti, tra cui Pusha T, Tyga, Desiigner, Blink-182, Major Lazer, Disclosure, Migos, Rae Sremmurd, Kaytranada, Lil Yachty, Matoma, Klingande, Skepta, Claptone, Le Youth, Tensnake, Blond:ish e Lee Burridge. Tuttavia nei giorni che si avvicinavano al festival, tutti i suddetti artisti annunciarono il loro ritiro dal festival. A peggiorare le cose, il weekend del 28-30 aprile coincideva con la Exuma Regatta, una serie di gare di vela che si sarebbe svolta in quella zona delle Bahamas, e che utilizzava la maggior parte degli hotel e centri vacanze dell'isola.

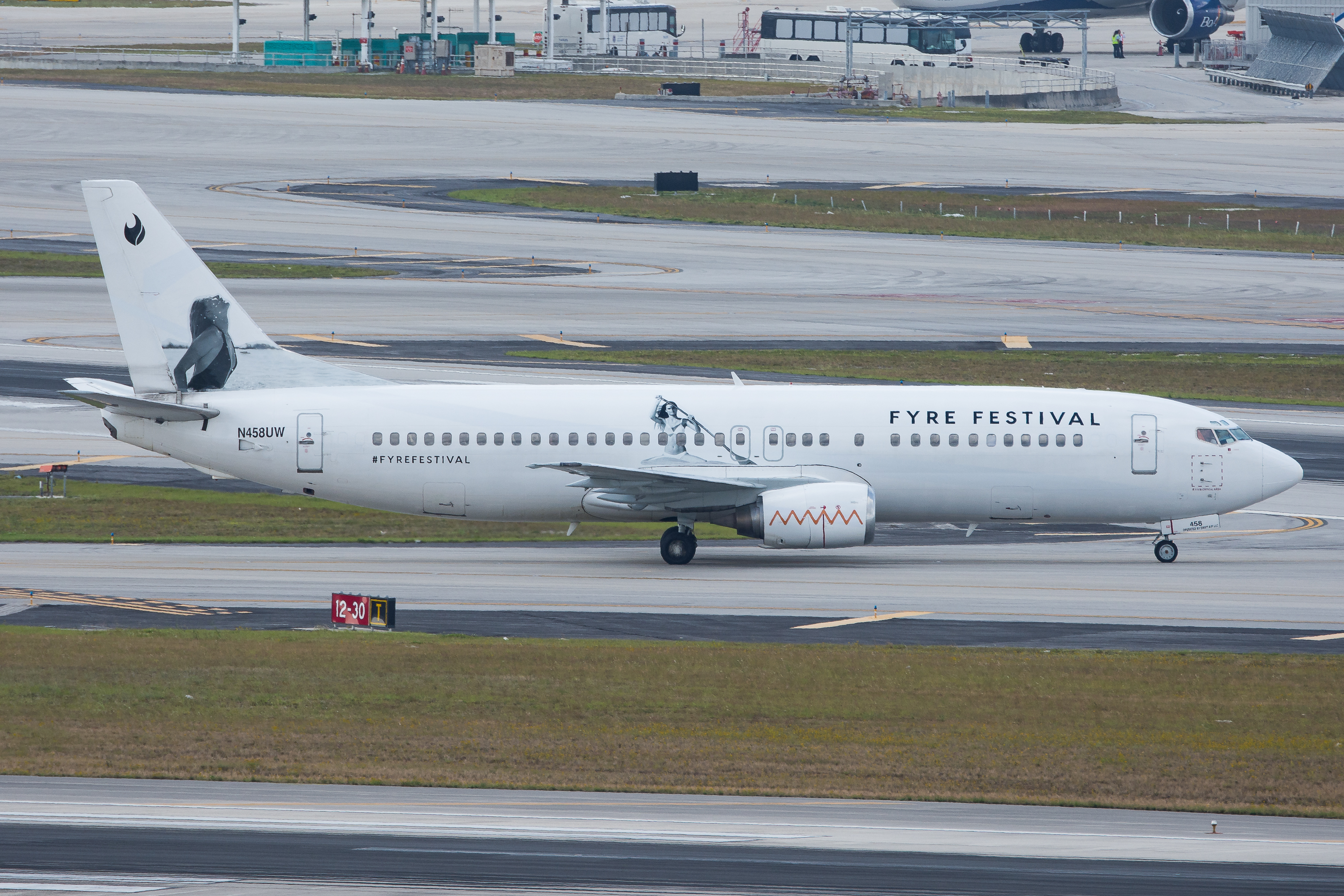
Un Boeing 737 brandizzato con il nome del festival

Nel materiale promozionale fu affermato che "Fyre Cay" era un'isola remota appartenuta al signore della droga Pablo Escobar. In realtà i lavoratori delle Bahamas erano impegnati nel preparare Roker Point per il festival, spargendo sabbia sulle sue rocce e migliorando una strada per una spiaggia vicina, dove costruirono alcune cabine e installarono altalene. Nei soli Stati Uniti furono venduti cinquemila biglietti e fu noleggiato un servizio aereo per trasportare i partecipanti al festival da Miami. Furono assunte una compagnia di servizi medici e una di catering, anche se quest'ultima si ritirò qualche settimana prima del festival.
Nel marzo 2017 Fyre assunse un organizzatore di eventi veterano, Yaron Lavi. Lavi affermò che era effettivamente possibile portare a termine l'impresa nei modi immaginati da McFarland e Atkins, ma per farlo avrebbe dovuto posticipare almeno sino a novembre. Quando gli fu detto che l'evento si sarebbe tenuto comunque in primavera, Lavi consigliò la Fyre di abbandonare l'idea delle ville e puntare su alcune tende, l'unica sistemazione che avrebbe potuto essere usata in tempi così brevi. Lavi consigliò anche di avvertire tutti coloro che avevano già comprato un biglietto di questo cambio di programma, per non danneggiare l'immagine dell'azienda; tuttavia Lavi affermò che la compagnia lo rassicurò del fatto che stavano preparando un messaggio, ma non era sicuro che fu effettivamente inviato.
La società di venture capital Comcast Ventures considerò l'ipotesi di investire 25 milioni di dollari nell'azienda di McFarland. L'idea accese un barlume di speranza nell'uomo, ma la proposta fu rifiutata pochi giorni prima dell'evento. Fu scoperto in seguito che McFarland aveva valutato la Fyre Media per 90 milioni di dollari, ma non era stato in grado di produrre le prove richieste dalla Comcast.

### Svolgimento
Il festival si rivelò un completo fallimento. Durante la prima settimana di inaugurazione, l'evento riportò numerosi problemi relativi alla sicurezza, agli alloggi per gli ospiti e alla presenza degli artisti al festival. In seguito, il festival fu rinviato a tempo indeterminato, dopo che alcuni partecipanti erano arrivati sull'isola trovando solo tende e panini preconfezionati invece delle ville di lusso e pasti da gourmet loro promessi al momento del pagamento per l'ammissione all'evento.
Ja Rule si discolpò in una dichiarazione pubblicata su Twitter, negando che si trattasse di una truffa.
In una nota ufficiale gli organizzatori del Fyre Festival dichiararono che non era stato possibile preparare le strutture fisiche in tempo a causa di "circostanze fuori dal [loro] controllo", annullando ufficialmente l'evento. In seguito annunciarono che avrebbero proposto ai partecipanti di scegliere tra un rimborso completo o un biglietto VIP per l'edizione successiva del festival.

### Conseguenze
Gli organizzatori, a causa di ciò, furono oggetto di otto cause legali, una delle quali chiese più di 100 milioni di dollari di risarcimento danni. Le cause imputarono agli organizzatori di aver frodato gli acquirenti dei biglietti. Il 30 giugno 2017, il Procuratore degli Stati Uniti per il Distretto Sud di New York accusò McFarland di frode informatica. Nel marzo 2018, quest'ultimo si dichiarò colpevole del reato di frode telematica finalizzata a truffare gli investitori e di una seconda accusa di frode ai danni del circuito di vendita dei biglietti. L'11 ottobre 2018 McFarland fu condannato a sei anni di carcere. Gli furono confiscati 26 milioni di dollari per frode informatica.
Diversi organi di informazione paragonarono il disastro ai romanzi Il signore delle mosche di William Golding e Hunger Games di Suzanne Collins. Il ministro del turismo delle Bahamas si scusò a nome della nazione, prendendo le distanze dagli organizzatori e negando ogni responsabilità.
Dai fatti del festival furono tratti due documentari: il primo fu Fyre Fraud, pubblicato sulla piattaforma Hulu il 14 gennaio 2019, seguito da Fyre - La più grande festa mai avvenuta, distribuito da Netflix il 18 gennaio 2019.